# La Neuville-lès-Wasigny
La Neuville-lès-Wasigny é uma comuna francesa na região administrativa de Grande Leste, no departamento das Ardenas. Estende-se por uma área de 5,21 km². Em 2010 a comuna tinha 162 habitantes (densidade: 31,1 hab./km²).